# José Rufino Echenique
José Rufino Pompeyo Echenique Benavente (Puno, 16 de noviembre de 1808-Lima, 16 de junio de 1887) fue un militar y político peruano que fue presidente constitucional de la República del Perú entre 1851 y 1855.
Muy joven se enroló en el ejército independentista (1821); luego participó en las campañas contra Bolivia (1828) y la Gran Colombia (1829). Intervino en las guerras civiles y revoluciones de las décadas de 1830 y 1840. Durante la anarquía de 1841-44, fue gobernante interino durante unos días, en marzo de 1843. Fue colaborador del Directorio de Manuel Ignacio de Vivanco (1843-44), pero luego pasó a servir al primer gobierno de Ramón Castilla (1845-51), quien le auspició como su sucesor. 
Elegido presidente en las elecciones de 1851, su gobierno fue de tendencia conservadora, sufriendo una fuerte oposición de los liberales. Su principal colaborador fue Bartolomé Herrera, clérigo que era el líder de los conservadores. Contando con la prosperidad económica derivada de la venta del guano, continuó el progreso material iniciado por Castilla. Inició la delimitación de las fronteras con el Brasil por medio del controvertido Convenio Herrera-Da Ponte Ribeyro. También continuó el pago de la deuda externa y la deuda interna; esta última, denominada consolidación, derivó en un escándalo mayúsculo, al sospecharse que se inflaron los montos para beneficiar a un grupo de personas allegadas a él. Este escándalo fue uno de los motivos de la Revolución Liberal de 1854 encabezada por Castilla, que desembocó en una sangrienta guerra civil. Echenique fue derrotado en la batalla de La Palma, librada en las afueras de Lima el 5 de enero de 1855, tras lo cual abandonó el poder y partió al exilio. 
Volvió al cabo de unos años, rehabilitándose y continuando en la política. Llegó a ser presidente de la Cámara de Diputados (1864-1865) y presidente del Senado (1868-1872) y le tocó suscribir la declaración de condena a la rebelión de los coroneles Gutiérrez contra el gobierno de José Balta. Fue también candidato a la presidencia en 1872. Luego se retiró de la política.

## Biografía

### Nacimiento y niñez
Fue hijo de José Manuel Echenique y Vásquez (natural de Valparaíso, Chile) y de Hermenegilda Benavente Macoaga (natural de Ayata, en la actual Bolivia).[cita requerida] Su madre era hermana de Jorge de Benavente y Macoaga, arzobispo de Lima.
Nació en Puno, pero el libro parroquial que recogía su partida de bautismo se perdió, lo que dio motivo a que sus enemigos políticos le acusaran posteriormente de haber nacido en Bolivia, sin mayor fundamento. Cuando contaba seis años de edad se trasladó con su familia al Cuzco, coincidiendo con el comienzo de la revolución acaudillada por los hermanos Angulo y Mateo Pumacahua (1814). Un indígena del pueblo de Para le secuestró y escondió, salvándolo así de una matanza tramada contra los españoles. Adoptado por una familia indígena, se dedicó al pastoreo hasta que, al cabo de dos años, fue reconocido por un conductor de correo y devuelto a sus padres. Trasladado a Lima, ingresó en el Colegio del Príncipe.

### Carrera militar
Tras proclamarse la Independencia del Perú, se presentó ante el general José de San Martín y se alistó como cadete en el Batallón N.º 3 de la Legión Peruana (1822). Pronto ascendió a subteniente y participó en la Segunda Campaña de Intermedios que dirigió el general Agustín Gamarra contra las fuerzas realistas que ocupaban el sur peruano. Fue hecho prisionero en el combate de Alsuri y confinado en la isla Esteves, en el Lago Titicaca. Tras el definitivo triunfo patriota en 1824 fue liberado y retornó entonces a Lima, siendo ascendido a teniente.
En 1827 participó en la campaña militar emprendida contra los iquichanos de Huanta, quienes mantenían su lealtad al rey de España. En 1828 formó parte del ejército del general Agustín Gamarra que invadió Bolivia para acabar con la presencia grancolombiana en dicho país. Durante la guerra contra la Gran Colombia, estuvo en la sorpresa de Saraguro y en la batalla de Tarqui de 27 de febrero de 1829, donde obtuvo el grado de sargento mayor.
Secundó al gobierno del presidente Gamarra durante la campaña efectuada sobre la frontera boliviana, en la zona del Desaguadero, en 1831. Al año siguiente le fue concedida la jefatura del batallón Piquiza y contribuyó a debelar la conspiración del capitán Felipe Rossel, el 19 de marzo de 1832.
En enero de 1834 apoyó la rebelión del general Pedro Bermúdez contra el gobierno provisorio del general Luis José de Orbegoso, pero ante la impopularidad de esta revolución hizo de mediador y auspició el llamado abrazo de Maquinhuayo en el que ambos bandos se reconciliaron. Orbegoso lo ascendió a coronel y le otorgó la comandancia de la guarnición del Cuzco.
Al producirse la intervención boliviana de 1835, solicitada por el mismo Orbegoso, Echenique se retiró a la vida privada, dedicándose a la explotación de caña de azúcar en la hacienda San Pedro, en el valle de Lurín, donde introdujo algunas mejoras técnicas, como el uso del trapiche a vapor.
Por insistencia del general Manuel Ignacio de Vivanco, retornó en 1843 a la actividad pública como prefecto del departamento de Lima. Sirvió entonces al gobierno del Directorio que instaló dicho caudillo y al estallar la rebelión constitucional dirigida por el general Ramón Castilla, se le encomendó frenar el avance de la misma. Echenique emprendió una campaña militar en la sierra central, pacificando dicha zona, pero una rebelión civil en Lima contra Vivanco encabezada por el prefecto interino Domingo Elías le obligó a dirigirse de vuelta hacia la capital, que se preparó para la resistencia (episodio conocido como la Semana Magna, julio de 1844). Al final, Echenique desistió el ataque, pues según cuenta él en sus memorias, Felipe Pardo y Aliaga le convenció de que estaba a punto de decidirse la guerra en Arequipa, entre las fuerzas de Vivanco y Castilla, y por ende no tenía ya sentido intervenir en la capital.  Efectivamente, la guerra culminó poco después con la derrota de Vivanco en la batalla de Carmen Alto, el 22 de julio de 1844. Echenique no participó en esta fase final de la guerra, y llevó, como alguien dijo entonces, «un penacho blanco en el entierro del Directorio». Fue ascendido ese mismo año a general de brigada.

### Carrera política
Pese a haber sido partidario de Vivanco, el gobierno presidido por Castilla lo incorporó como colaborador, nombrándole para cargos importantes: consejero de Estado (1845), ministro de Guerra (1846-1847) y presidente del Consejo de Estado (por dos veces, en 1850 y 1851). Este último cargo era el equivalente al de primer vicepresidente de la República, cargo que la vigente Constitución de 1840 no contemplaba.
A tal punto llegó a ganarse la confianza del presidente Castilla, que este le brindó su apoyo para que presentara su candidatura a la presidencia de la República. Ganó así las elecciones y asumió como presidente para el período 1851-1857, pero no concluyó su mandato, pues fue depuesto a principios de 1855 por una revolución liberal encabezada por el mismo Castilla.

## Presidente de la República

### Elecciones presidenciales de 1851

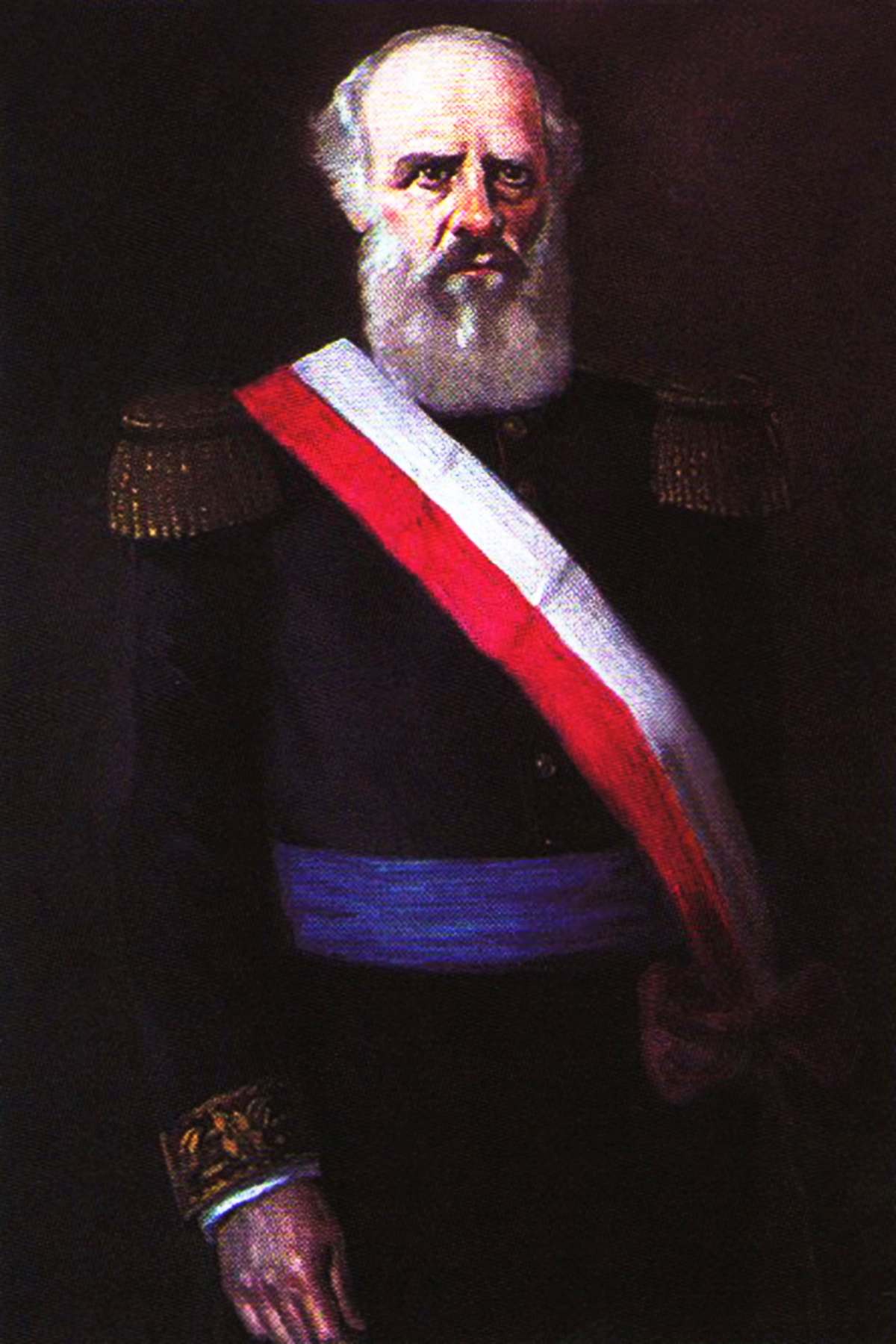
José Rufino Echenique en 1855.

En las elecciones de 1851 Echenique, que entonces ejercía el cargo de presidente del Consejo de Estado, se presentó como candidato, apoyado por el presidente Ramón Castilla y los sectores conservadores del país. Otros candidatos fueron:
- El general Manuel Ignacio de Vivanco, apoyado por la elite de Arequipa y algunas zonas del norte del país. Se rumoreó que en algún momento, Castilla pensó en darle su respaldo, pero finalmente optó por seguir apoyando a Echenique.[7]
- El caudillo civil Domingo Elías, fundador del Club Progresista, apoyado por hombres de negocio e intelectuales liberales. Este grupo fue el primer intento de formación de un partido civil en la historia republicana peruana.[8]

Otros candidatos con menos opciones fueron los generales Antonio Gutiérrez de la Fuente, Miguel de San Román y Pedro Bermúdez.
Las elecciones eran entonces indirectas, a través de los Colegios Electorales. De acuerdo al cómputo oficial, revisado por el Congreso, el total de electores fue de 3804, de los cuales 2392 votaron por Echenique, 609 por Elías, 326 por Vivanco, 242 por San Román, 52 por Bermúdez, 33 por La Fuente, 1 por Iguaín, y el resto fue voto nulo o viciado.
Echenique fue pues el triunfador en esas elecciones de 1850, que a decir del historiador Jorge Basadre fue el primer proceso electoral verdadero de la historia republicana del Perú, aunque con serios indicios de malas maniobras de parte del gobierno de Castilla para favorecer a Echenique.

### Toma de mando
El cambio de mando de 20 de abril de 1851 fue todo un acontecimiento. Por primera vez, después de treinta años de gobierno independiente, un presidente peruano terminaba constitucionalmente su mandato y entregaba a otro que había ganado a través de elecciones.
La ceremonia se realizó en la sede del Congreso situada frente a la Plaza Bolívar. Echenique se dirigió hacia allí desde su casa, acompañado de personalidades y autoridades; a su paso solemne, la gente salía a las calles o contemplaba el desfile desde los balcones, mientras repicaban todas las campanas. Era un ambiente de fiesta. En la ceremonia de juramentación estuvo presente el presidente saliente, Ramón Castilla. Los festejos duraron tres días; se dieron corridas de toros en la Plaza de Acho, se realizaron funciones en el Teatro Principal y se inauguró el Teatro de Variedades.

### Aspecto político

#### Gobierno conservador
El gobierno de Echenique fue de tendencia conservadora. El mismo Echenique era un rico propietario, casado con la dama arequipeña Victoria Tristán, hija de Pío Tristán (el llamado "último virrey del Perú").
El líder de los conservadores, Bartolomé Herrera, pasó a ser uno de sus principales colaboradores de Echenique, ejerciendo varios ministerios de Estado, siendo después acreditado como ministro plenipotenciario ante la Santa Sede en Roma, donde gestionó la firma de un concordato, que a la postre no se dio.

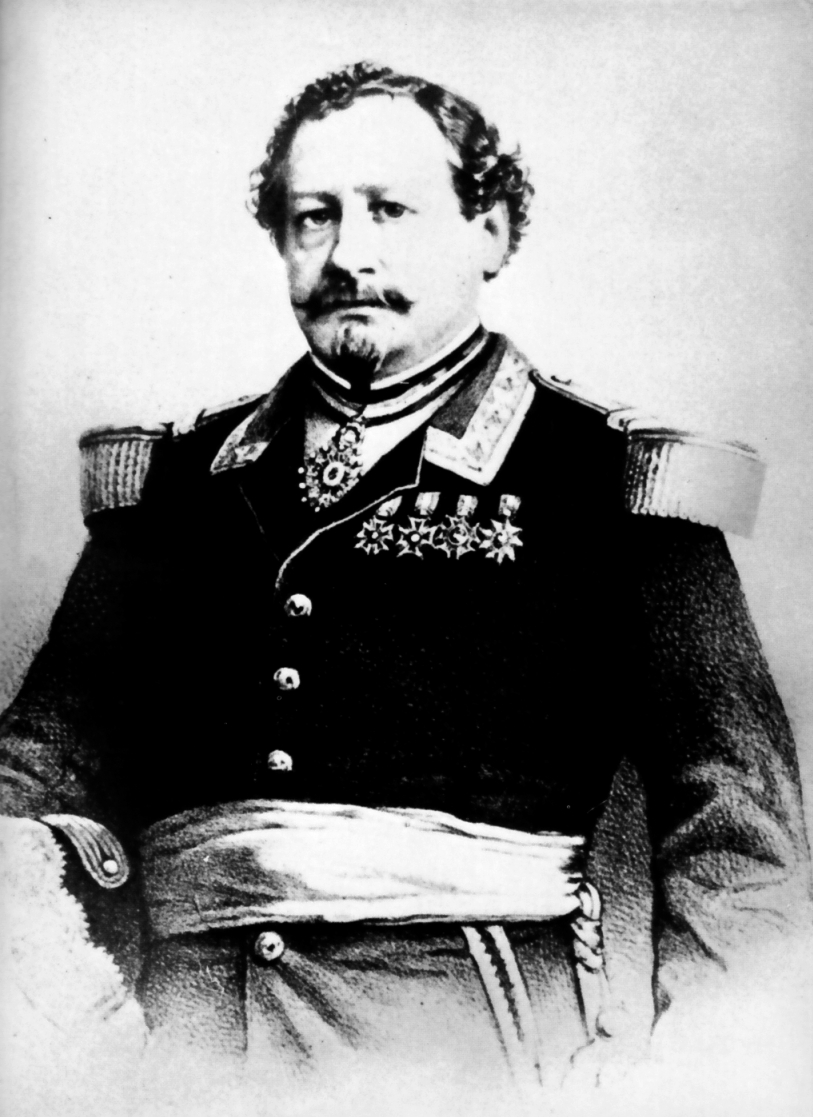
El general Juan Crisóstomo Torrico, fue Ministro General al iniciarse el gobierno de Echenique.

Al inicio de su gobierno y en vista a una posible insurrección en el sur, Echenique nombró un ministerio general, a la cabeza del cual puso al general Juan Crisóstomo Torrico. Luego, pasada la alerta, nombró a su primer gabinete ministerial, cuyos miembros fueron los siguientes:
- El general Juan Crisóstomo Torrico (Guerra y Marina).
- El clérigo Bartolomé Herrera (Gobierno, Instrucción Pública y Beneficencia).
- El general Manuel de Mendiburu (Hacienda y Comercio).
- Joaquín José de Osma (Relaciones Exteriores, Justicia y Negocios Eclesiásticos).

El 5 de febrero de 1852 se reorganizaron los ministerios. El despacho de Gobierno se unió al Ministerio de Relaciones
Exteriores, y de este último se separaron los despachos de Justicia y Negocios Eclesiásticos para unirse al Ministerio de Instrucción y Beneficencia, constituyéndose así el Ministerio de Justicia, Instrucción Pública, Beneficencia y Negocios Eclesiásticos.

#### El motín de Arequipa

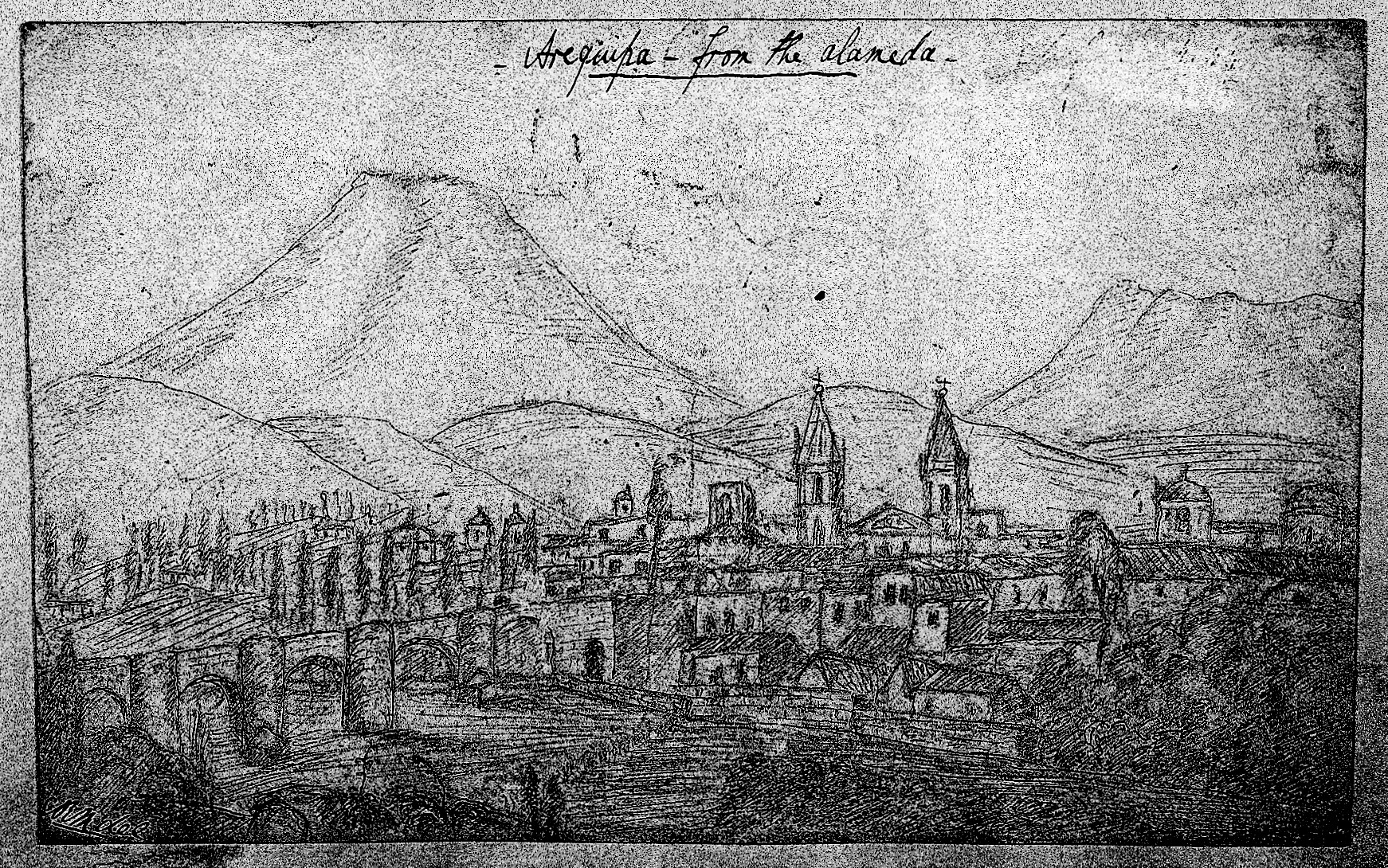
Boceto a lápiz de la ciudad de Arequipa vista desde la Alameda. Reproducido de la obra de Sir Clements Markham.

Durante la campaña electoral, Echenique había sufrido de constante difamación y hasta se cuestionó su nacionalidad peruana, tachándosele de boliviano. Los bandos que se formaron en esas elecciones dividieron al país, por lo que hubo siempre dificultad para mantener el orden y la paz. Sin embargo, no fue sino hasta el estallido de la revolución de 1854 cuando la situación se puso en realidad muy grave.
No bien iniciado su gobierno, Echenique tuvo que enfrentar un motín en Arequipa, a raíz de una bandera que uno de sus partidarios colocó en el arco de la Alameda con la inscripción: «Viva el general Echenique». Arequipa había votado mayoritariamente por Vivanco y el incidente fue considerado como provocador. Hubo una revuelta en la ciudad que dejó muertos y heridos, hasta que el ejército ingresó a imponer el orden. Vivanco fue detenido.

#### La ley de represión. La amnistía
En vista a los acontecimientos de Arequipa, el Congreso sancionó la llamada Ley de Represión (9 de mayo de 1851), bajo la cual, fueron enviados desde Arequipa a Lima varios prisioneros, muchos de ellos miembros de familias notables. Un grupo fue encerrado en el cuartel de Barbones. Finalmente, Echenique puso en libertad a todos y los envió de regreso a Arequipa. Pidió también al Congreso una ley de amnistía para los presos políticos que tenían procesos abiertos, lo que se concretó por ley de 8 de agosto de 1851, siendo favorecidos el pueblo de Arequipa y el general Vivanco.
También se otorgó la libertad al general José Félix Iguaín, que se hallaba recluido en el cuartel de Santa Catalina. Este personaje estaba sometido al fuero militar debido a que había retado a duelo a muerte a Echenique cuando este era todavía candidato a la presidencia, acusándolo de ser boliviano. Iguaín no pudo disfrutar de su libertad pues falleció al poco tiempo (26 de setiembre de 1851).
Finalizando el año de 1851, el gobierno anunció haber descubierto una conspiración encabezada por el general Vivanco y apoyada por el general Miguel de San Román, que por entonces era diputado por Puno. San Román fue desaforado y tuvo que fugarse a Chile. Vivanco también marchó al destierro.

#### La oposición liberal
Era inevitable que el gobierno de Echenique, de tendencia conservadora, sufriera una creciente oposición de los liberales, que se vieron alentados por las revoluciones liberales que por entonces habían estallado en Europa y que propugnaban por una auténtica democratización y el fin de los autoritarismos.
El baluarte del liberalismo seguía siendo el Colegio Guadalupe, donde a partir de 1852 era director José Gálvez, el más radical de los hermanos Gálvez. Mientras que el Convictorio de San Carlos, alejado Herrera de su dirección, vio disminuida su propaganda conservadora.
Los liberales querían modificar la Constitución conservadora de 1839, entonces vigente. Querían acabar con la influencia del clericalismo y del autoritarismo, abolir la esclavitud y el tributo indígena, establecer el sufragio universal, mejorar la instrucción pública; etc. Esta oposición liberal jugó importante papel en la revolución de 1854

#### El baile de La Victoria
Un acontecimiento social resonante fue el llamado "baile de La Victoria", que es relatado en una de las tradiciones de Ricardo Palma. Fue organizado por el presidente Echenique en honor de los legisladores, en la suntuosa mansión de su esposa Victoria Tristán situada en lo que hoy es el distrito de La Victoria (15 de octubre de 1853). Asistieron autoridades políticas y judiciales, el cuerpo diplomático y personalidades de la alta sociedad limeña. Se dice que fue la fiesta más esplendorosa que se vio en la Lima republicana, que escandalizó a la ciudadanía por el exceso de lujo y derroche mostrado, y que sin duda fue uno de los motivos que alimentó la rebelión popular que estalló al año siguiente.

### Aspecto económico

#### Incentivos a la industria y el comercio
Para estimular la actividad industrial y comercial se dieron una serie de leyes y normas.
- El 4 de marzo de 1852 se expidió un nuevo Reglamento de Comercio, instrumento que estimuló y facilitó el desarrollo del comercio libre, siendo mucho menos restrictivo que los anteriores reglamentos de tendencia proteccionista.[24][25]
- Fueron exonerados del pago de la patente industrial los industriales con utilidades menorea de 200 pesos anuales. Se permitió el pago de las patentes en cuotas semestrales. Se abolió la patente de artes mecánicas.[24]
- Por ley de 29 de octubre de 1851 se suprimió el pago del derecho de pontazgo por atravesar a pie los puentes en territorio peruano.[26]
- Como estímulo a la actividad minera, se exoneró del pago de derechos de exportación a los minerales en bruto que saliera por los puertos autorizados para el comercio marítimo, exceptuando el oro en pasta o polvo y la plata en pasta.[26]
- Se liberó de todo derecho de pago al tabaco cultivado en el país.[24]

#### Auge de la venta del guano de islas

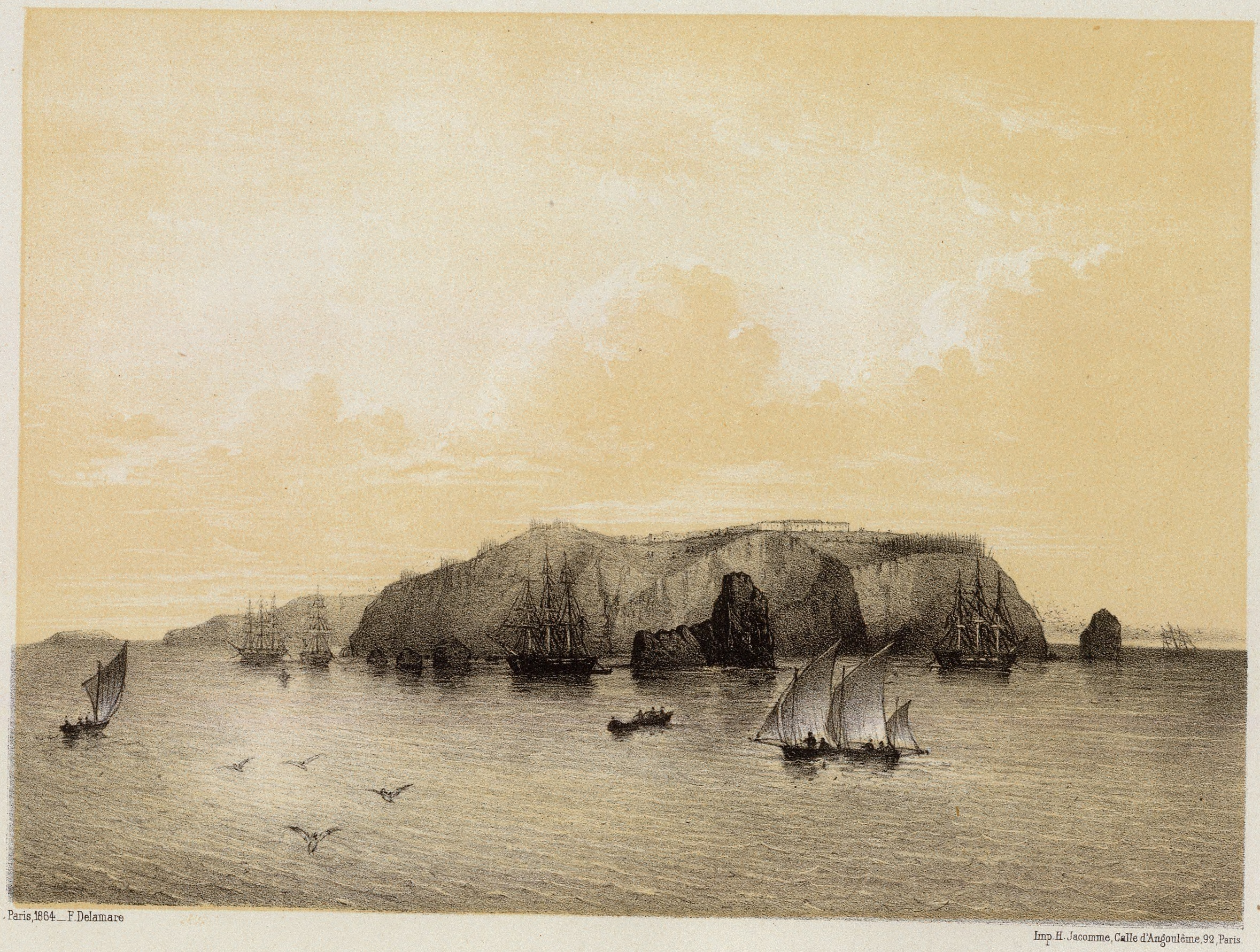
Las islas Chincha, donde se extraían las mayores cantidades de fertilizante o guano durante la Era del Guano.

A mediados de 1851 la exportación del guano de las islas hacia Inglaterra llegó a las 112 000 toneladas y convirtió a dicho rubro en el más importante de los ingresos del fisco. El guano de islas se explotaba desde 1842 bajo el sistema de la consignación, método por el cual una firma o casa comercial hacía contrato con el Estado para encargarse del transporte y venta del producto a los mercados internacionales, recibiendo a cambio una comisión. Como el Estado paraba siempre escaso de dinero, los consignatarios le daban adelantos sometidos a interés, con el respaldo de la futura venta del guano, sistema que resultó perjudicial para el Estado pues acabó endeudándose. La principal firma consignataria era entonces la Casa Gibbs, de Inglaterra, con la que el gobierno de Castilla había firmado en 1849 un contrato por seis años.
El 21 de marzo de 1853 el gobierno de Echenique prorrogó sin ningún tipo ventaja económica adicional y por otros seis años la consignación a la casa Gibbs a partir de 1855, año en que finalizaba el contrato firmado en 1849. Este acto fue muy criticado por la oposición parlamentaria, arremetiendo especialmente contra el ministro de Hacienda Nicolás Fernández de Piérola (padre del futuro caudillo homónimo).

#### El arreglo de la deuda externa
La prosperidad económica permitió el arreglo de la deuda externa, en especial la deuda que se tenía con los gobiernos de Nueva Nueva Granada (Colombia), Venezuela y Ecuador por la ayuda dada al Perú durante la guerra de la independencia cuando dichos países integraban la Gran Colombia. Este hecho es poco conocido: la llegada al Perú de los ejércitos libertadores desde Chile y la Gran Colombia tuvo un monto justipreciado, comprometiéndose el Estado peruano a pagar esa deuda, que crecía con el interés anual del 6%. Hubo personas en Perú que se opusieron a ese pago, aduciendo que la empresa libertadora había sido una lucha común en la que participaron todas las nacionalidades de Hispanoamérica, y entre ellos estaban los patriotas peruanos que dieron su cuota valiosísima a la causa. Pero el gobierno peruano a partir de Ramón Castilla ordenó pagar esa deuda ya comprometida, porque así se cimentaba el prestigio internacional del país.
Después de varios intentos de llegar a un acuerdo, finalmente el 15 de junio de 1853 se firmó la Convención de Bogotá. Inicialmente, la demanda colombiana era de más de 11 millones de pesos como deuda global, pero luego quedaron reconocidos a favor de Nueva Granada y del Ecuador 2 860 000 pesos. Con Venezuela se firmó un convenio aparte, en la ciudad de Lima, el 25 de julio de 1853. Se reconoció la deuda con Venezuela en 855 000 pesos. El pago de toda la deuda a las tres Repúblicas grancolombianas se hizo efectivo de manera paulatina en los años siguientes. El Perú les abonó, en total 3 715 000 de pesos.

#### El pago de un millón de pesos a los herederos de Bolívar

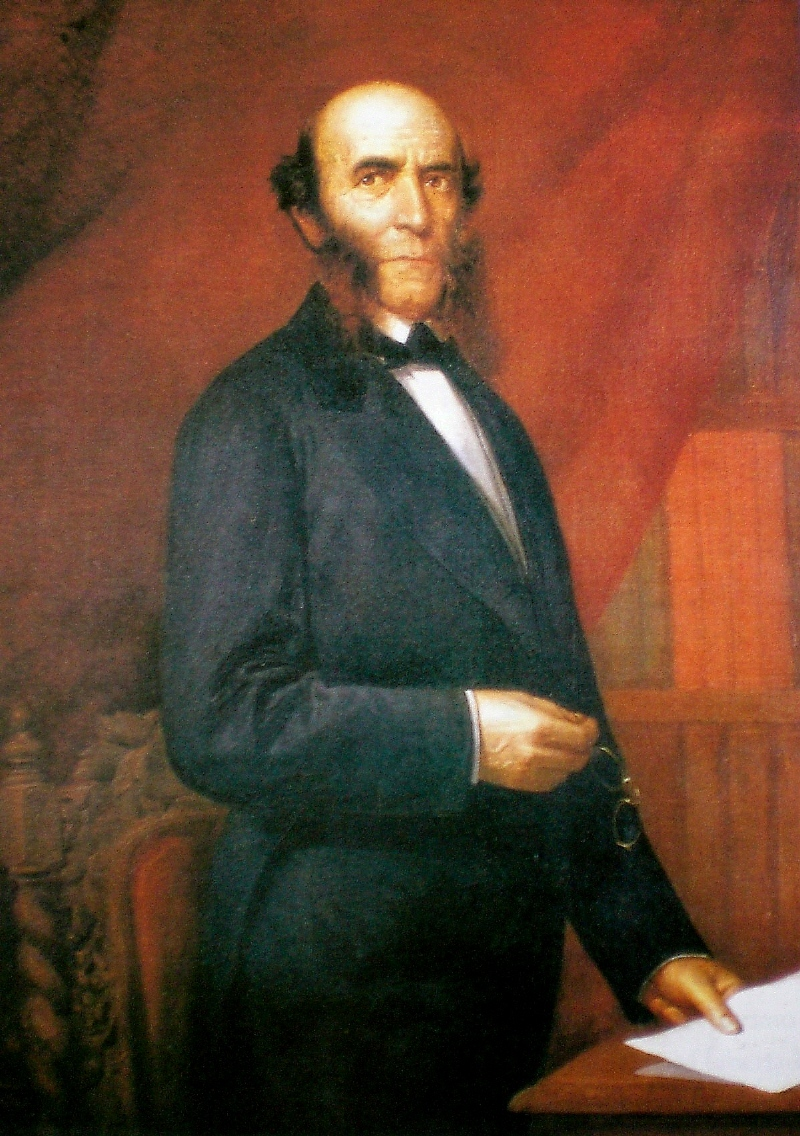
El diplomático venezolano Antonio Leocadio Guzmán fue quien tramitó el pago de un millón de pesos a favor de los herederos de Bolívar.

Echenique alentó también a que se pagara en 1854 a los herederos del Libertador Simón Bolívar la suma de un millón de pesos, según lo acordado por el Congreso peruano de 1825. El que tramitó el expediente, a nombre de los herederos de Bolívar, fue Antonio Leocadio Guzmán, un destacado político venezolano que por entonces oficiaba de ministro plenipotenciario en Lima. Se acusó a este personaje de haber repartido 500 mil pesos en sobornos para lograr dicho pago.

### Obras públicas
- Se contrataron a ingenieros extranjeros para que planificaran obras de irrigación en la costa, con el propósito de ampliar el área cultivable en los valles de Lima, Cañete, Tacna y Lambayeque. Entre dichos ingenieros se hallaba el polaco Ernest Malinowski, que se quedó a vivir en el Perú e hizo una notable carrera profesional.[33][34]
- Se contrató la construcción del ferrocarril de Tacna a Arica, el segundo en construirse en el país. Se proyectaron además: el ferrocarril de Islay a Arequipa, el de Pisco a Ica y el de Paita a Piura.[35]
- Se emprendió la construcción de carreteras para conectar a las provincias entre sí y estas con Lima. Tales fueron las vías de Cuzco a Arequipa y de Lima a Matucana. Se mejoró el camino de Lima al Callao.[36]
- Se construyeron aduanas y se mejoraron los muelles de algunos puertos importantes.[35]
- Se reinició la construcción del Mercado de Abastos de Lima, entregando la obra en concesión, que obtuvo el empresario José Dañino.[37]
- Se hicieron también obras de saneamiento en Ayacucho, Áncash y Amazonas.[34]
- Para el embellecimiento de la capital se mandaron confeccionar en Roma las estatuas de Colón y Bolívar, y otras que embellecieron la Alameda de los Descalzos.[38]

### Política naval

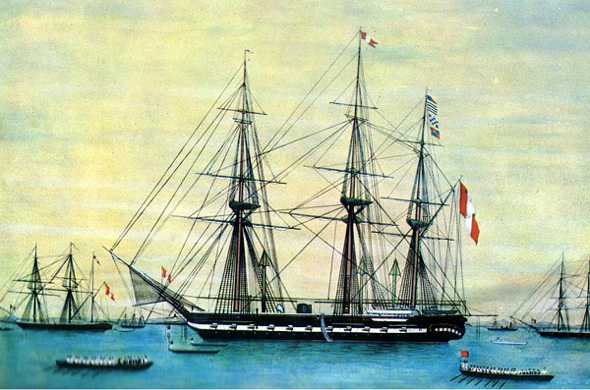
Óleo de la Marina de Guerra del Perú que representa a la fragata Apurímac.

Se continuó con el fortalecimiento de la Marina de Guerra iniciado por el anterior gobierno. Se mandó a construir en Inglaterra la fragata a vapor Apurímac  y las goletas Tumbes y Loa. La armada peruana llegó a ser la más importante de Sudamérica: contaba con 17 unidades. Marinos peruanos fueron enviados a Europa para perfeccionarse profesionalmente.
Un episodio trágico y a la vez heroico ocurrió por entonces en la marina peruana, en plena época de paz. Fue el hundimiento de la fragata Mercedes, frente a Casma, en el que perecieron su comandante Juan Noel y varios cientos de soldados. Noel no quiso abandonar su buque, prefiriendo quedarse en cubierta salvando a todas las personas que fuera posible.

### Conquista de la Amazonía
El 10 de marzo de 1853, el gobierno creó el Gobierno Político y Militar de Loreto, independiente de las prefecturas del Amazonas y del Marañón. Se designó como su capital a la ciudad de Moyobamba, y comprendía, desde los límites del Brasil, todos los territorios situados al Norte y al Sur de los ríos Amazonas y Marañon, así como los que desaguan en ellos, según la Real Cédula de 1802, documento que la diplomacia peruana por ese tiempo empezó a esgrimir en defensa de la soberanía peruana ante los reclamos territoriales del Ecuador.
Echenique respaldó proyectos para ampliar las áreas de cultivo en la selva amazónica y poblarla con inmigrantes traídos de Europa. Continuó también con la ocupación de la selva del Chanchamayo (selva central peruana) iniciada por Castilla, que había fundado allí el fuerte de San Ramón. En  1851 esa región recibió la visita del sabio italiano Antonio Raimondi.

### Política inmigratoria

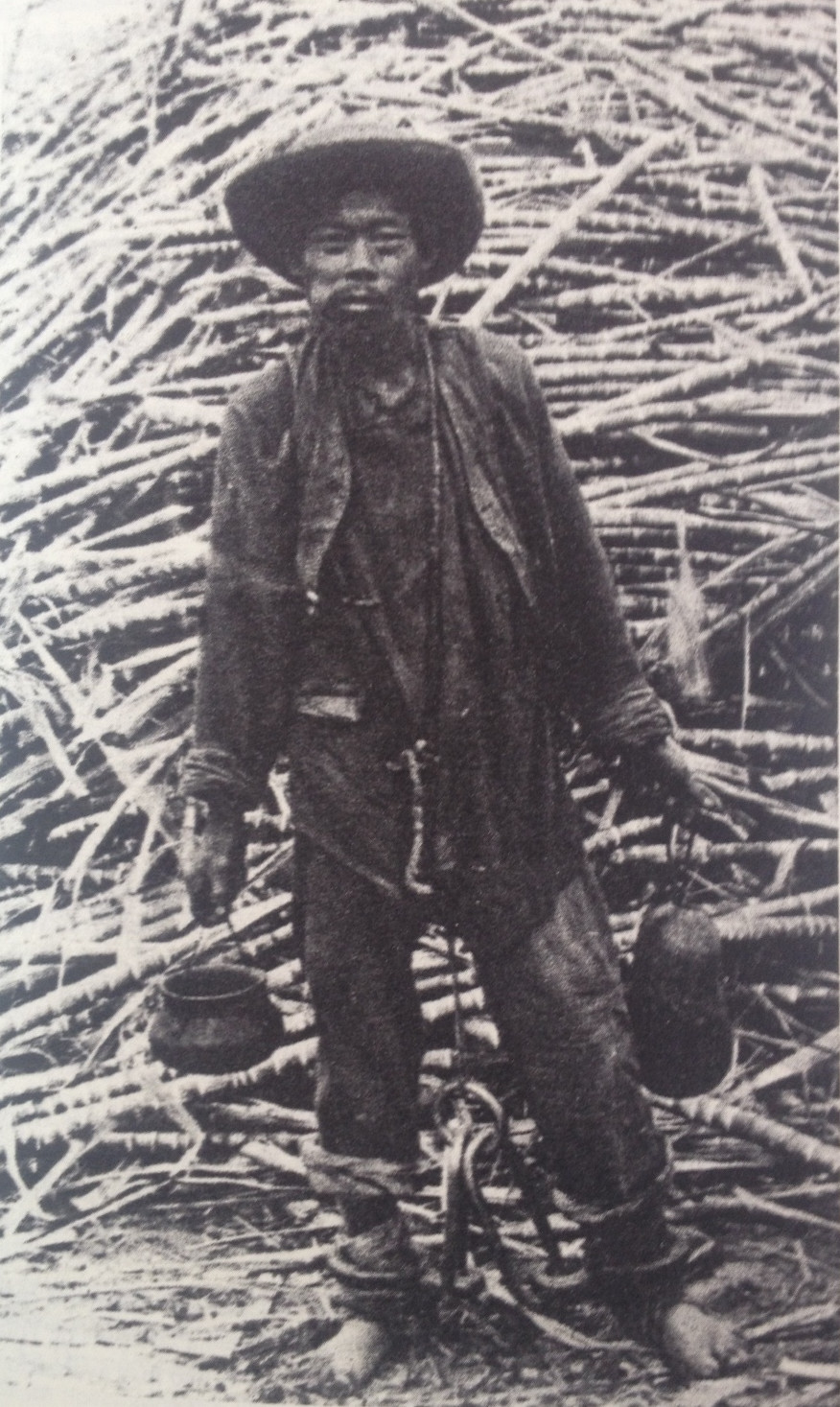
Trabajador chino o coolíe en el Perú. Fotografía de 1881.

Echenique sostenía que el Estado debía promover la inmigración de colonos europeos, que consideraba como de más calidad que la inmigración de los chinos iniciada por el gobierno de Castilla en 1849. También consideraba que se debía hacer un programa de irrigaciones para habilitar tierras de cultivo en donde poder dar trabajo a los colonos.
Un primer intento de colonizar Tarapoto y Moyobamba con colonos alemanes terminó en fracaso (1853). Luego el gobierno hizo contrato con Cosme Damián Schutz (alemán nacionalizado peruano) y Manuel Ijurra, el 4 de junio de 1853, para que introdujeran en la región amazónica 13 000 colonos alemanes. Este convenio no se concretó debido al estallido de la guerra civil de 1854. En 1855, ya bajo el segundo gobierno de Castilla, se hizo otro contrato con los mismos personajes y así fue como se produjo la llegada de unos 300 colonos austroalemanes que se instalaron en Pozuzo, en la selva central peruana (1859).
Pese a los deseos de Echenique, continuó la inmigración china, que se fue incrementando más con el correr de los años. En 1853 eran 2500; al iniciarse la guerra del Pacífico de 1879, alcanzaban ya los 40 mil. Los chinos llegaron como peones asalariados para las labores agrícolas y el carguío del guano de islas, pero debido a la falta de escrúpulos de los empresarios tanto peruanos como de otras nacionalidades (una parte eran chilenos que ya por entonces lucraban con el negocio del guano y salitre en el entonces sur peruano de Tarapacá y la costa boliviana de Antofagasta), esta fuerza laboral se convirtió lamentablemente en una forma velada de esclavitud.

### Aspecto jurídico y administrativo

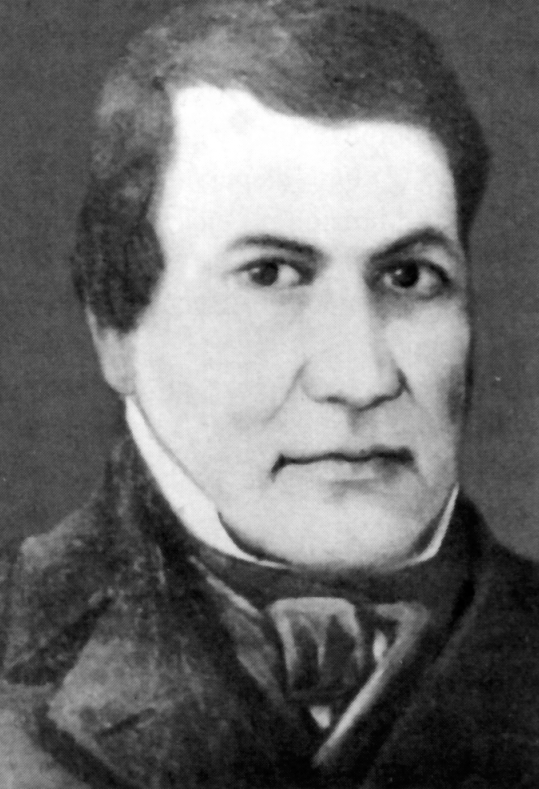
Andrés Martínez, senador y magistrado arequipeño, fue el principal redactor del Código Civil de 1852.

- Se promulgaron el Código Civil y el Código de Enjuiciamientos en materia civil, los primeros que tuvo el Perú, en reemplazo de los anticuados y enrevesados códigos virreinales que hasta entonces se mantenían vigentes (28 de julio de 1852).[45][46]
- Se promulgó el Código de Comercio, que fue una adaptación del Código de Comercio español de 1829.[47]
- Se restablecieron las Municipalidades, importantes organismos de gobierno local que habían sido abolidas tácitamente por la Constitución de 1839. Pero quedaron bajo la dependencia del poder ejecutivo (1853). La ley, sin embargo no se puso en cumplimiento, debido al estallido de la guerra civil de 1854.[48]
- Se eliminó el pasaporte interior y se declaró el libre tránsito de los puentes.[49]

### Problemas internacionales

#### La firma del Convenio con Brasil de 1851

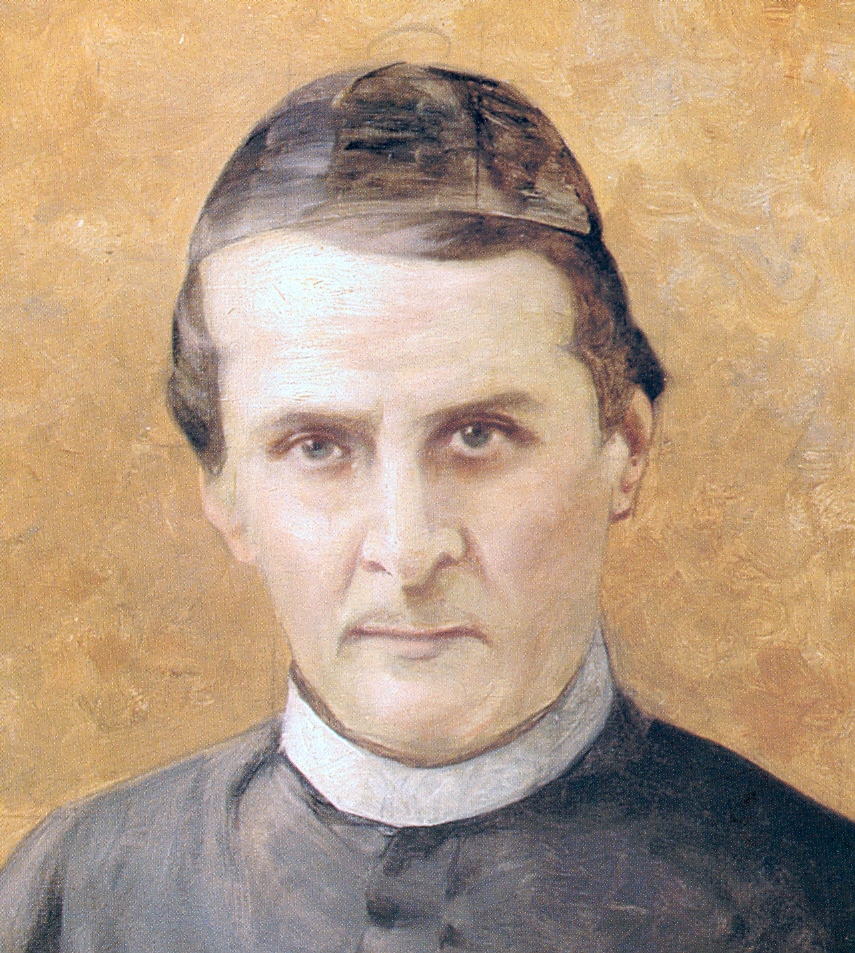
Bartolomé Herrera, como ministro interino de Relaciones Exteriores, firmó el controvertido convenio con Brasil de 1851.

El 23 de octubre de 1851 se firmó en Lima la Convención de Comercio y Navegación con Brasil, entre el ministro interino de Relaciones Exteriores del Perú, Bartolomé Herrera y el ministro plenipotenciario del Brasil, Duarte Da Ponte Ribeyro, convenio que incluyó un parcial acuerdo de límites de la parte norte de la frontera de ambos países. Hay que remarcar que este acuerdo fue en principio una convención de carácter comercial y fluvial, y no un tratado limítrofe, por lo que ha recibido críticas por haberse en el decidido límites de territorio.
Esta Convención ha sido muy criticada porque el Perú aceptó el criterio del uti possidetis, por el cual renunciaba a territorios amazónicos ocupados poco tiempo atrás por población brasileña, a cambio del libre tráfico de mercaderías, productos y embarcaciones por la frontera y los ríos de ambos países. Se fijó una línea de frontera imaginaria que partía de la población de Tabatinga hasta la desembocadura del río Apaporis por el norte y el Yaraví por el sur. La frontera del sur del Yaraví no fue entonces tocada, por ser territorio desconocido. Este acuerdo se cuenta entre los actos internacionales más discutidos de la historia diplomática peruana, porque para llegar a un acuerdo con un país vecino se entregó territorio nacional.
Otro punto de vista considera sin embargo que era necesario un entendimiento con una potencia sudamericana como Brasil, ante la amenaza potencial del resto de países limítrofes, especialmente Ecuador y Bolivia, que continuaban perturbando las relaciones con el Perú con reclamos territoriales. La libre navegación por el Amazonas la obtuvo el Perú posteriormente, el 22 de octubre de 1858, con la firma de una Convención Fluvial, ya bajo el segundo gobierno de Ramón Castilla.

#### Incidente de las islas de Lobos
Desde hacía varios años tanto ingleses como estadounidenses se dedicaban a depredar las islas Lobos de Tierra y Lobos de Afuera, frente a la costa norte peruana, alegando que eran "tierra de nadie", y a partir de 1852 anunciaron su intención de hacer embarques libres de guano, la nueva riqueza descubierta en las islas. El gobierno de Echenique procedió enérgicamente a reclamar su dominio sobre dichas islas, demostrando su intención de usar los cañones de su poderosa escuadra, si fuera necesario. Estados Unidos e Inglaterra no quisieron arriesgarse a un conflicto y abandonaron sus pretensiones sobre las islas.

#### El incidente con Ecuador por la Expedición Flores

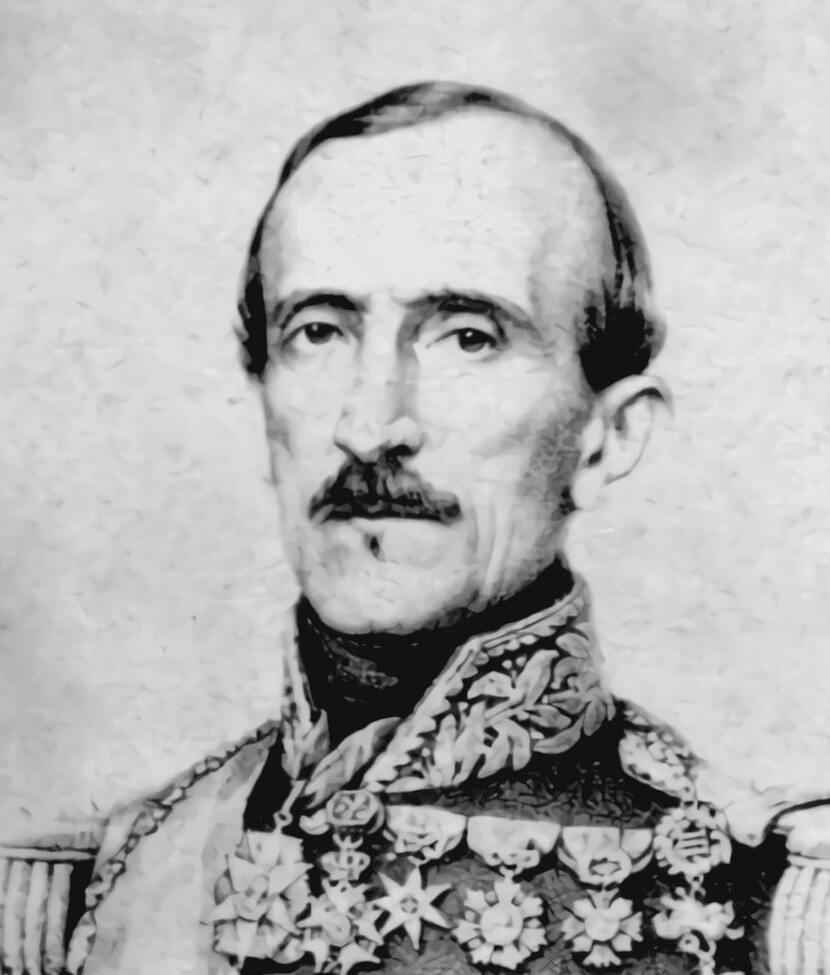
El general Juan José Flores, se asiló en el Perú protegido por el presidente Echenique y organizó una expedición contra Ecuador, que fracasó.

Por entonces solicitó la hospitalidad del Perú el general ecuatoriano Juan José Flores, después del fracaso de su expedición monarquista de 1848. Flores se radicó en Lima y contando con la protección de Echenique, procedió a armar una expedición para derribar al gobierno liberal de José María Urbina en el Ecuador. La Expedición Flores fracasó al llegar a la isla Puná, provocando no sólo las protestas del Ecuador sino de Nueva Granada, llegando a temerse una guerra, pero felizmente se mantuvo la paz. En sus memorias, Echenique adujo no haber conocido los planes de Flores y negó haberle apoyado financieramente.

#### Tensión con Bolivia
Las dificultades con Bolivia, que parecían haberse disipado durante el gobierno de Castilla con la firma del tratado comercial de 1847, continuaron hasta agravarse. Por dicho tratado, Bolivia se había comprometido a no inundar el sur peruano con su moneda feble o de baja ley, pues esto entorpecía el comercio en dicha región. El presidente de Bolivia Manuel Isidoro Belzú no solo permitió que se continuara esa inundación de moneda feble, sino que la alentó, llegando él mismo a inaugurar con festejos una oficina en La Paz donde se acuñaba dicha moneda. Ante los reclamos presentados por el representante peruano en La Paz, señor Mariano Paredes, Belzú respondió expulsándolo de manera prepotente, dejándolo en la frontera sin más posesiones que las que traía encima (13 de marzo de 1853).
Ante tal agravio, cundió en el Perú el estado de guerra contra Bolivia. El gobierno peruano empezó con las represalias comerciales, anulando los beneficios obtenidos por Bolivia en el tratado de 1847. El Congreso, por ley de 16 de agosto de 1853, dio al presidente Echenique facultades extraordinarias para que tomara las medidas necesarias para reparar el honor nacional, incluyendo la declaratoria de guerra. El ejército peruano fue movilizado a la frontera, al saberse que los bolivianos habían invadido Pomata y Zepita (Puno), aunque rápidamente los invasores se retiraron. Pero Echenique consideró que no era pertinente emprender una guerra internacional en momentos en que su gobierno empezaba a tener problemas internos, y dio largas al asunto. La guerra con Bolivia no se produjo porque estalló entonces la revolución liberal contra el gobierno de Echenique.

### El escándalo de la Consolidación

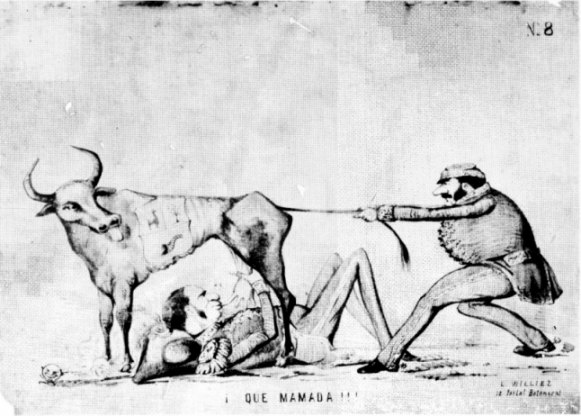
Caricatura de la época, que grafica el escándalo de la Consolidación. El presidente Echenique aparece echado "mamando" del erario público, mientras que su ministro, el general Juan Crisóstomo Torrico, quiere participar del festín.

La nota negra del gobierno de Echenique fue sin duda el escándalo de corrupción ocasionada por la llamada consolidación o cancelación de la deuda interna con los recursos fiscales provenientes del guano de las islas, operación iniciada por el anterior gobierno de Ramón Castilla.
Se entiende por consolidación de la deuda interna al pago de la deuda que el Estado había contraído con ciudadanos particulares, durante la guerra de la independencia y contiendas posteriores, como la guerra contra la Confederación Perú-boliviana. Durante esas contiendas, los ejércitos victoriosos habían impuesto a la población confiscaciones, contribuciones obligatorias, cupos y embargos. Los jefes militares entregaban a cambio recibos, vales o cartas de cobranza en favor de los afectados, con la promesa que una vez culminada la lucha el Estado peruano pagaría las deudas así contraídas. 
Durante el primer gobierno del mariscal Ramón Castilla se empezó a pagar esa deuda, llegando al finalizar su periodo (1851) a la suma de 4 320 400 de pesos debidamente sustentados; según el propio Castilla, en el peor de los casos el monto total de la deuda interna no podría sobrepasar los 6 o 7 millones de pesos. Pero bajo el gobierno de Echenique se reconocieron más de 19 millones de pesos adicionales a los reconocidos por Castilla, lo que generó sospecha de malos manejos al no justificarse la aparición de una deuda tan elevada (que casi cuadruplicaba el monto original).
Los opositores a Echenique alegaron que muchos partidarios o allegados del presidente adulteraron documentos y expedientes para aumentar falsamente algunas deudas verdaderas, o incluso para invocar deudas inexistentes y hacerse pasar por "acreedores del Estado" sin serlo en realidad. Se acusó también al gobierno de Echenique de haber pagado elevadas sumas sin preocuparse de verificar la autenticidad de los expedientes. En un informe emitido por la junta revisora de los expedientes de la consolidación en 1855, ya en el siguiente gobierno, se señaló que  más de 12 de los 19 millones de pesos reconocidos por Echenique tenían origen fraudulento.
En total, el Estado peruano pagó a diversos particulares más de 23 millones de pesos en total, originándose así muchas fortunas personales y surgiendo una clase emergente de «nuevos ricos» en competencia con la vieja casta colonial. Este manejo controvertido de la deuda interna fue denunciado por los enemigos políticos de Echenique como un acto de corrupción política y grave despilfarro, destinado a beneficiar solamente a los amigos y allegados del presidente. Constituyó uno de los motivos para el estallido de la insurrección popular de 1854.

### Revolución liberal de 1854. Derrocamiento de Echenique
Las causas de la revolución de 1854, fueron dos principales:
- El desinterés del presidente Echenique en emprender la guerra contra Bolivia, pese a que ya tenía el permiso del Congreso, actitud que fue considerada como antipatriota; y
- El escándalo desatado por el pago de la deuda interna o de la Consolidación, con evidentes indicios de corrupción para beneficiar a los amigos y allegados del presidente.

Alzando como bandera el repudio al escándalo de la consolidación, se levantó en Ica el líder civil Domingo Elías, pero fue derrotado por las fuerzas gobiernistas en la batalla de Saraja, el 7 de enero de 1854. A este hecho siguió inmediatamente el levantamiento en Arequipa, en cuyo manifiesto se acusó al gobierno de indolencia frente a los ultrajes infligidos por el gobierno de Bolivia. La rebelión se extendió rápidamente a Moquegua, Tacna y Puno, es decir, todo el Sur peruano.
Echenique envió contra Arequipa a su ejército al mando del ministro de Guerra Juan Crisóstomo Torrico. La revolución parecía que iba a extinguirse, cuando hizo entonces su aparición el mariscal Castilla, que se puso a la cabeza de los rebeldes, y organizó la defensa de la ciudad. Torrico, de sitiador de Arequipa se convirtió en sitiado, porque a su alrededor se alzaba todas las guarniciones del sur dispuestas a enfrentársele. Debido a ello, Torrico optó por retirarse a Lima, dejando el sur en poder de los rebeldes.
Castilla desplazó a Vivanco en la dirección de la rebelión y contó con el apoyo de los jóvenes líderes liberales Pedro Gálvez y Manuel Toribio Ureta. A la rebelión se sumaron también Domingo Elías, el general Miguel de San Román y el general Fermín del Castillo. Esta insurrección se constituyó así en un gran movimiento popular que derivó en una guerra civil.
Durante la lucha, los rebeldes proclamaron presidente provisorio a Castilla, quien marchó al Cuzco para organizar sus fuerzas, mientras Echenique partía de Lima en su búsqueda. Castilla dejó Cuzco y empezó su avance, llegando a Ayacucho, donde decretó la abolición definitiva del tributo indígena (5 de julio de 1854). Continuando su avance, derrotó a las fuerzas de Echenique en batalla de Izcuchaca, en Huancavelica (2 de agosto de 1854), y marchó enseguida a Huancayo donde firmó el histórico decreto donde decretó la esclavitud en el Perú (5 de diciembre de 1854).

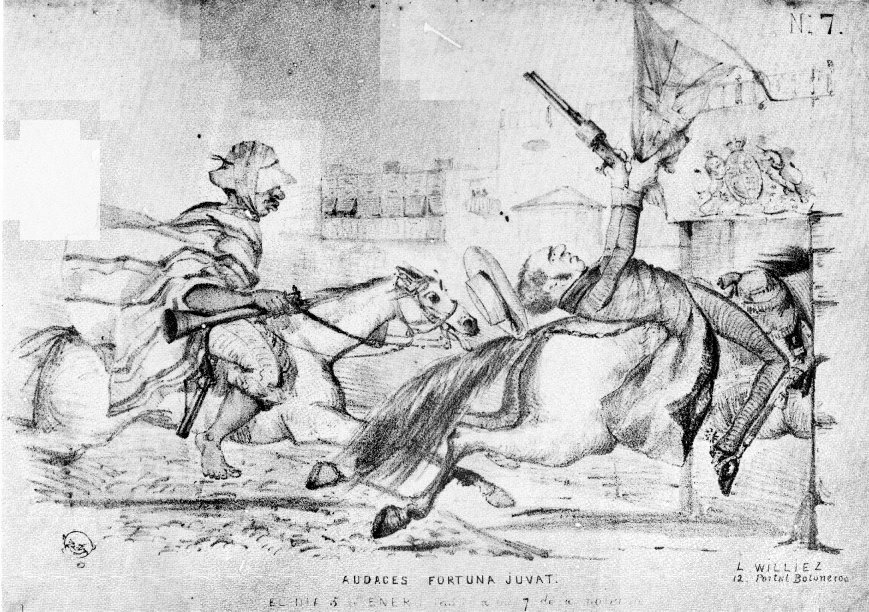
Huida del presidente Echenique, según caricatura de la época.

Echenique optó por retirarse a Lima y organizar allí la resistencia. La victoria definitiva de la revolución se consumó en las afueras de Lima, en la batalla de La Palma, donde las tropas de Echenique fueron derrotadas y dispersadas (5 de enero de 1855). Al día siguiente se desató la violencia y el pánico en Lima, donde fueron asaltadas las casas de los "consolidados". Echenique se refugió en la casa del Encargado de Negocios de Gran Bretaña y luego marchó al exilio, mientras que Castilla instalaba un gobierno provisorio.
La guerra civil fue muy costosa y dañina para el país. Murieron más de 4000 personas y causó perjuicios económicos muy considerables para el país: se calcula que su costo llegó a los 15 millones de pesos, es decir casi equivalente al monto inflado de los pagos de la consolidación, uno de los motivos del estallido de la insurrección.

## Pospresidencia

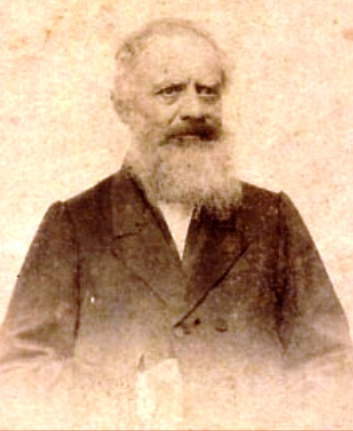
José Rufino Echenique, hacia 1870.

Tras su derrota, Echenique partió al destierro con dirección a los Estados Unidos. Desde Nueva York publicó un Manifiesto (1855), en el que justificó toda su labor gubernamental, incluido el pago de la deuda de la Consolidación. Desde entonces y hasta 1861 se dedicó a conspirar contra el gobierno de Castilla. Estuvo en Bolivia y  Chile, coordinando con sus partidarios de Perú una insurrección a su favor, lo que no llegó a concretarse.
En 1861 retornó clandestinamente al Perú cuando todavía gobernaba Castilla, siendo descubierto y apresado en el puerto del Callao. Solicitó entonces un procesamiento político o juicio de residencia, que se le concedió y en el que le fueron levantados todos los cargos en su contra. No obstante, Castilla lo acusó de conspirador y ordenó su destierro. Pudo finalmente retornar durante el gobierno de Miguel de San Román, sucesor de Castilla (1862).
Ya rehabilitado, fue elegido diputado por Lima al Congreso en 1862 y presidió su cámara en 1864. Fue elegido senador por Lima en 1868, en 1870 y en 1872. En 1868 fue nombrado presidente de su cámara. Su candidatura presidencial fue presentada para las elecciones de 1871-1872, pero al cabo de poco tiempo decidió retirarla debido a la violencia que había adquirido la lucha electoral. En su condición de presidente del Congreso, suscribió una declaración de condena a la revuelta de los hermanos Gutiérrez contra el gobierno de José Balta. Fue esta su última acción pública. Luego se retiró definitivamente de la política y viajó a Europa, donde residió por algún tiempo. En 1884 fue elegido diputado por Apurímac y formó parte de la Asamblea Constituyente durante el gobierno de Miguel Iglesias. Murió poco después de retornar al Perú.
Fue enterrado en  el cuartel San Job, nicho N.º 128-C junto a su  esposa en el Cementerio Presbítero Matías Maestro.

## Descendencia
El 8 de enero de 1838, se casó en la Iglesia del Sagrario de la Catedral de Lima con la heredera arequipeña Victoria Tristán y Flores del Campo, hija de Pío Tristán. La pareja tuvo diez hijos (dos fallecieron):
- José María Echenique y Tristán.
- Pío Jorge Pedro Echenique y Tristán, casado con Juana Rosa Rita de los Dolores Beltrán y Sendeja.
- Francisco Echenique y Tristán.
- Juan Martín Echenique y Tristán (1841-1912), general.
- Rufino Pompeyo Eusebio Echenique y Tristán (1846-1893), casado con María Rosa Elena Bryce López-Aldana. Descendientes suyos son el banquero Francisco Echenique Bryce y el escritor Alfredo Bryce Echenique.
- Mercedes Catalina Hermenegilda Echenique y Tristán (1850-1921), casada con José J. P. Ottone.

## Obra escrita
- Manifiesto del Presidente de la República del Perú acompañado de documentos por el cual se justifica la conducta de este gobierno con motivo de los actos del de Bolivia, 1830, 10 pp. Lima.
- El coronel de ejército, ciudadano José Rufino Echenique ante el respetable e imparcial tribunal de la opinión pública, 1834, 20 p. Cusco, Imprenta Libre por P. Evaristo González.
- Memoria que dirije al Congreso del Perú en 1847 el Ministro de Guerra y Marina, 1847, 52 pp. Lima, Imprenta de José Masías.
- Razón documentada que el Consejo de Estado da de sus actos a la presente Legislatura, 1849, 44 pp. Lima, Imprenta del Correo.
- Exposición documentada que presenta a la Nación el general José Rufino Echenique acerca de su nacimiento en el Perú, Lima, marzo 20 de 1851, 1851, 22 pp. Lima, Imprenta de El Comercio.
- El general Echenique, Presidente despojado del Perú en su vindicación, 1855, 148 pp. Nueva York.
- El general José Rufino Echenique a sus compatriotas, 1858, 127 pp. Lima, Tipografía de Aurelio Alfaro y Cía.
- Los hechos. Exposición que dirije a los pueblos del Perú José Rufino Echenique, 1861, 46 pp. Valparaíso, Imprenta del Universo
- Memorias para la historia del Perú (1808-1878), publicada en 1952. 396 pp., 2 vols. Lima, Ed. Huascarán. Prólogo de Jorge Basadre.

## Árbol genealógico
|  |                                                |  |  |  |  |  |  |  |  |  |  |  |  |  |  |  |
|  | 16. Martín de Echenique Ilundaray              |  |  |  |  |  |  |  |  |  |  |  |  |  |  |  |
|  |                                                |  |  |  |  |  |  |  |  |  |  |  |  |  |  |  |
|  |                                                |  |  |  |  |  |  |  |  |  |  |  |  |  |  |  |
|  | 8. Francisco de Echenique                      |  |  |  |  |  |  |  |  |  |  |  |  |  |  |  |
|  |                                                |  |  |  |  |  |  |  |  |  |  |  |  |  |  |  |
|  |                                                |  |  |  |  |  |  |  |  |  |  |  |  |  |  |  |
|  | 4. Miguel de Echenique e Ibárola               |  |  |  |  |  |  |  |  |  |  |  |  |  |  |  |
|  |                                                |  |  |  |  |  |  |  |  |  |  |  |  |  |  |  |
|  |                                                |  |  |  |  |  |  |  |  |  |  |  |  |  |  |  |
|  | 9. Francisca de Ibárola                        |  |  |  |  |  |  |  |  |  |  |  |  |  |  |  |
|  |                                                |  |  |  |  |  |  |  |  |  |  |  |  |  |  |  |
|  |                                                |  |  |  |  |  |  |  |  |  |  |  |  |  |  |  |
|  | 2. José Martín de Echenique y Vásquez de Ojeda |  |  |  |  |  |  |  |  |  |  |  |  |  |  |  |
|  |                                                |  |  |  |  |  |  |  |  |  |  |  |  |  |  |  |
|  |                                                |  |  |  |  |  |  |  |  |  |  |  |  |  |  |  |
|  | 10. José Vásquez Bermúdez                      |  |  |  |  |  |  |  |  |  |  |  |  |  |  |  |
|  |                                                |  |  |  |  |  |  |  |  |  |  |  |  |  |  |  |
|  |                                                |  |  |  |  |  |  |  |  |  |  |  |  |  |  |  |
|  | 5. Ana Josefa Vásquez de Ojeda y Morales       |  |  |  |  |  |  |  |  |  |  |  |  |  |  |  |
|  |                                                |  |  |  |  |  |  |  |  |  |  |  |  |  |  |  |
|  |                                                |  |  |  |  |  |  |  |  |  |  |  |  |  |  |  |
|  | 22. Clemente de Ojeda Espinoza de los Monteros |  |  |  |  |  |  |  |  |  |  |  |  |  |  |  |
|  |                                                |  |  |  |  |  |  |  |  |  |  |  |  |  |  |  |
|  |                                                |  |  |  |  |  |  |  |  |  |  |  |  |  |  |  |
|  | 11. Juana de Ojeda Morales Bocanegra           |  |  |  |  |  |  |  |  |  |  |  |  |  |  |  |
|  |                                                |  |  |  |  |  |  |  |  |  |  |  |  |  |  |  |
|  |                                                |  |  |  |  |  |  |  |  |  |  |  |  |  |  |  |
|  | 23. María Josepha de Morales Bocanegra         |  |  |  |  |  |  |  |  |  |  |  |  |  |  |  |
|  |                                                |  |  |  |  |  |  |  |  |  |  |  |  |  |  |  |
|  |                                                |  |  |  |  |  |  |  |  |  |  |  |  |  |  |  |
|  | 1. José Rufino Echenique y Benavente           |  |  |  |  |  |  |  |  |  |  |  |  |  |  |  |
|  |                                                |  |  |  |  |  |  |  |  |  |  |  |  |  |  |  |
|  |                                                |  |  |  |  |  |  |  |  |  |  |  |  |  |  |  |
|  | 24. Domingo Gregorio de Benavente Tijero       |  |  |  |  |  |  |  |  |  |  |  |  |  |  |  |
|  |                                                |  |  |  |  |  |  |  |  |  |  |  |  |  |  |  |
|  |                                                |  |  |  |  |  |  |  |  |  |  |  |  |  |  |  |
|  | 12. Gabriel Joseph de Benavente Moscoso        |  |  |  |  |  |  |  |  |  |  |  |  |  |  |  |
|  |                                                |  |  |  |  |  |  |  |  |  |  |  |  |  |  |  |
|  |                                                |  |  |  |  |  |  |  |  |  |  |  |  |  |  |  |
|  | 25. María Josefa Moscoso Zegarra de la Cuba    |  |  |  |  |  |  |  |  |  |  |  |  |  |  |  |
|  |                                                |  |  |  |  |  |  |  |  |  |  |  |  |  |  |  |
|  |                                                |  |  |  |  |  |  |  |  |  |  |  |  |  |  |  |
|  | 6. Pedro Joseph de Benavente Silva             |  |  |  |  |  |  |  |  |  |  |  |  |  |  |  |
|  |                                                |  |  |  |  |  |  |  |  |  |  |  |  |  |  |  |
|  |                                                |  |  |  |  |  |  |  |  |  |  |  |  |  |  |  |
|  | 13. Clara Hipólita de Silva Menéndez           |  |  |  |  |  |  |  |  |  |  |  |  |  |  |  |
|  |                                                |  |  |  |  |  |  |  |  |  |  |  |  |  |  |  |
|  |                                                |  |  |  |  |  |  |  |  |  |  |  |  |  |  |  |
|  | 3. Victoria Hermenegilda de Benavente Macoaga  |  |  |  |  |  |  |  |  |  |  |  |  |  |  |  |
|  |                                                |  |  |  |  |  |  |  |  |  |  |  |  |  |  |  |
|  |                                                |  |  |  |  |  |  |  |  |  |  |  |  |  |  |  |
|  | 7. María Isabel de Macoaga                     |  |  |  |  |  |  |  |  |  |  |  |  |  |  |  |
|  |                                                |  |  |  |  |  |  |  |  |  |  |  |  |  |  |  |
|  |                                                |  |  |  |  |  |  |  |  |  |  |  |  |  |  |  |